# المركز الوطني لفنون الخط
المركز الوطني لفنون الخط  بعث هذا المركز بتونس في 18 نوفمبر 1994 في نطاق المعهد الوطني للتراث وانطلق نشاطه عام 1999 ويوجد مقره في مقام سيدي علي شيحة بحي الحلفاوين بالعاصمة.

## أهدافه
يهتم المركز بدراسة فنون الخط العربي وتدريسه وتطويره وتطويعه لمهارات الخلق والابتكار. وقد حددت أهدافه فيما يلي:
- المحافظة على الأساليب والأنماط الفنية المستعملة في الخط العربي ؛
- ترسيخ وتطوير وترويج هذه الأساليب بالبلاد التونسية بالتعاون مع المعاهد المماثلة في العالم العربي والإسلامي ؛
- تكوين المختصين في فنون الخط ؛
- تنظيم الملتقيات والتربصات ؛
- توفير فضاء للعروض وتنشيطه باستمرار.

## نشاطه
ينظم المركز حلقات تكوينية قارة في أنواع الخطوط العربية التالية: الثلثي والنسخي والكوفي والفارسي والرقعي والديواني والديواني الجلي والمغربي بالإضافة إلى الزخارف الإسلامية. كل ذلك في شكل دورات سنوية تبلغ مجموع ساعاتها بالنسبة للخط الواحد 64 ساعة سنويا توزع بمعدل ساعتين أسبوعيا وتجري بين شهري أكتوبر وجوان من كل سنة.

## وصلة خارجية
المركز الوطني لفنون الخط